# Ringelboa
Die Ringelboa (Corallus annulatus), auch Geringelte Baumboa, ist eine Schlangenart aus der Familie der Boas (Familie) (Boidae). Sie kommt vom Südosten Guatemalas und dem Nordosten von Honduras bis Panama und zum Rio San Juan im Westen Kolumbiens vor. Die in Ecuador beheimatete, ehemals als südlichste Unterart angesehene Population, stellt wahrscheinlich die eigene Art Corallus blombergi dar.

## Merkmale
Ringelboas sind bis zu 145 Zentimeter lange Schlangen mit keilförmigem, deutlich vom Hals abgesetztem Kopf und großen Augen. Die Grundfärbung ist sehr variabel, gelblich oder von rotbraun über graubraun bis zu tief schokoladenbraun. Jungtiere sind häufig kräftig ziegelrot oder orange gefärbt, manchmal aber auch fast schwarz und nehmen mit etwa einem Jahr eine weniger auffällige Färbung an. Der Kopf weist ein variables Streifenmuster auf. Der Rücken weist ein dunkles Muster aus 35 bis 45 Flecken auf, die im vorderen Bereich diamantförmig, in der Körpermitte oval oder rautenförmig und zum Schwanzende hin wieder diamantförmig sind, wobei das Muster hier meist weniger scharf gezeichnet ist, als im vorderen Bereich. Die Bauchseite ist weiß, gelblich, rötlich, rotbraun oder graubraun und weist im vorderen Bereich oder auf der ganzen Länge dunklere Punkte oder Flecken auf. Am Kopf finden sich zwei bis vier Lorealschilde und drei bis acht Infralorealschilde. Um das Auge liegen 12 bis 16 Schilde, zwischen den Augen auf der Kopfoberseite 6 bis 10. In der Rumpfmitte weist der Rücken 50 bis 57 Reihen glatter, hexagonaler Schuppen auf. Die Zahl der Ventralschilde liegt bei 251 bis 268, die der Subcaudalschilde bei 79 bis 88. Letztere sind, wie der Analschild ungeteilt.

## Lebensweise
Ringelboas besiedeln feuchte Flachlandregenwälder bis in etwa 500 Meter Höhe und dringen auch in Kulturlandschaften vor. Sie halten sich vorwiegend auf Bäumen auf und ernährt sich von Kleinsäugern und Vögeln, in geringerem Maße auch von Echsen und Amphibien. Die Art ist wie alle Boidae lebendgebärend.

## Systematik
Klassisch werden drei Unterarten unterschieden, die sich im Verbreitungsgebiet sowie in der Beschuppung unterscheiden. Corallus annulatus annulatus im nördlichen Teil des Verbreitungsgebiets, Corallus annulatus colombianus südlich davon, sowie Corallus annulatus blombergi in Ecuador. Neuere Untersuchungen konnten allerdings nachweisen, dass die für die Unterarten typischen Beschuppungsmerkmale nicht spezifisch sind und teilweise alle innerhalb eines Wurfes von Jungtieren vorkommen. Daher wird die nördliche Population als eine Art ohne Unterarten angesehen, während die südliche als eigene Art Corallus blombergi betrachtet wird.

## Nachweise
1. 1 2 3 4  Robert W. Henderson, Mats Houmlggren, William W. Lamar, Louis W. Porras: Distribution and Variation in the Treeboa Corallus annulatus (Serpentes: Boidae). In: Studies on Neotropical Fauna and Environment. Band 36, Nr. 1, 2001, S. 39–47 (englisch).
2. 1 2  Ludwig Trutnau: Ungiftige Schlangen, Teil 1. 4. Auflage. Eugen Ulmer GmbH & Co., Stuttgart 2002, ISBN 3-8001-3223-0, S. 169–171.